# Dutch Open 1986
Il Dutch Open 1986 è stato un torneo di tennis giocato sulla terra rossa. È stata la 29ª edizione del torneo, che fa parte del Nabisco Grand Prix 1986. Il torneo si è giocato a Hilversum nei Paesi Bassi dal 28 luglio al 3 agosto 1986.

## Campioni

### Singolare maschile
Thomas Muster ha battuto in finale  Jakob Hlasek con il punteggio di 6–1, 6–3, 6–3

### Doppio maschile
Miloslav Mečíř / Tomáš Šmíd hanno battuto in finale  Tom Nijssen /  Johan Vekemans con il punteggio di 6–4, 6–2